# Canararctia rufescens

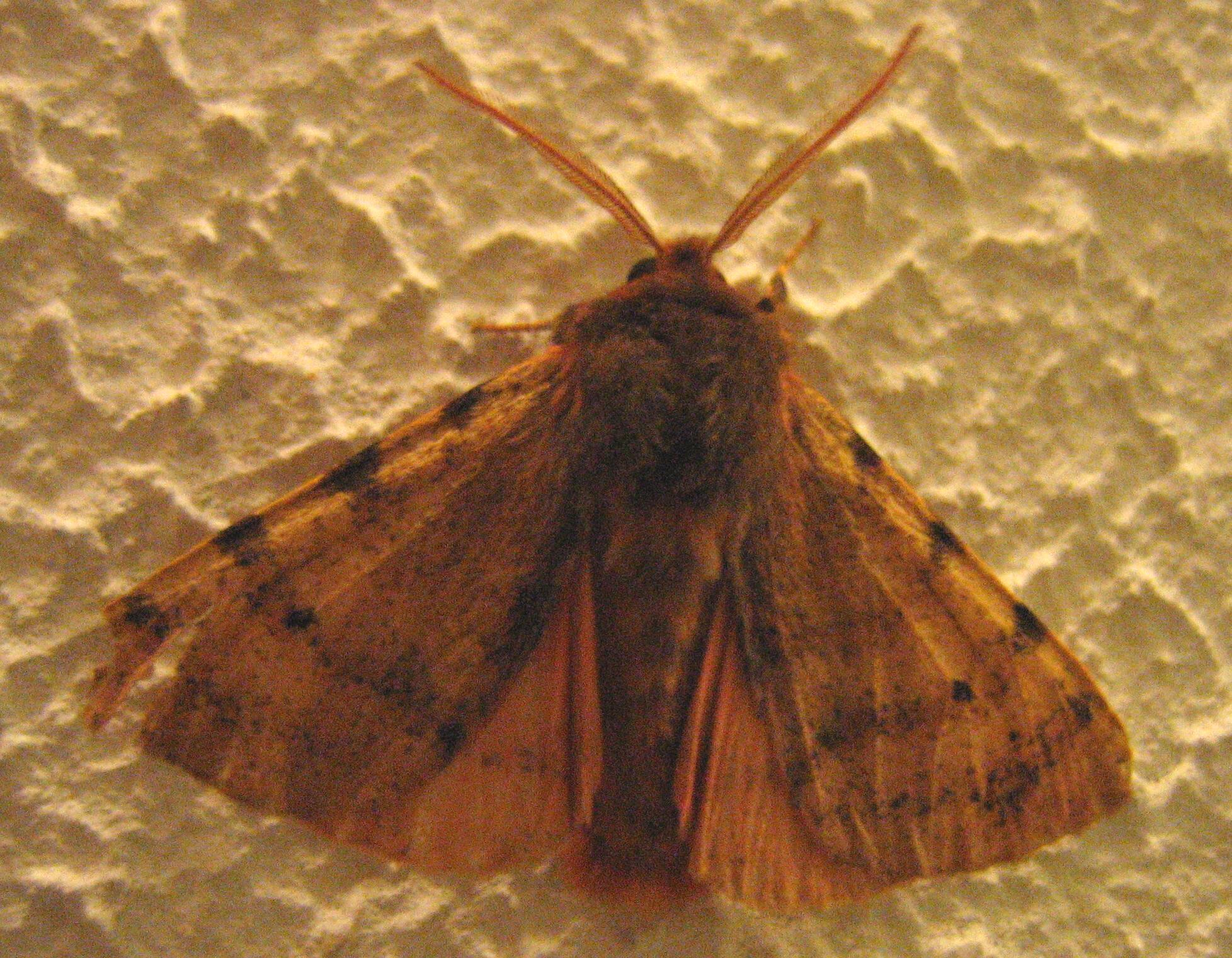
Canararctia rufescens, Teneriffa

Canararctia rufescens (je nach Auffassung auch Rhyparia rufescens) ist ein Schmetterling (Nachtfalter) aus der Unterfamilie der Bärenspinner (Arctiinae).

## Beschreibung
Die Flügelspannweite beträgt 48 bis 66 Millimeter. Die Färbung ist variabel und reicht von graubraun, über braun bis rötlich braun. Das Männchen besitzt doppelt gekämmte Fühler und ist deutlich kleiner als das Weibchen. Am Vorderrand der Vorderflügel sitzen vier dunkle Flecken in annähernd gleichem Abstand. Außerdem ist noch ein kleiner, schwarzer Diskalfleck vorhanden. Die Hinterflügel haben generell den gleichen Farbton wie die Vorderflügel, sind jedoch etwas heller.

### Ähnliche Arten
- Purpurbär (Rhyparia purpurata)

Der Purpurbär unterscheidet sich von der früher ebenfalls zu Rhyparia gestellten Art Canararctia rufescens durch die roten, schwarzgefleckten Hinterflügel. Auch die Vorderflügel zeigen mit zahlreichen schwarzen Flecken deutliche Unterschiede.

## Vorkommen
Die Art kommt nur auf den Kanaren-Inseln La Gomera und Teneriffa vor. Sie ist weit verbreitet und kommt von etwa Meereshöhe bis in über 1.000 Meter Höhe im Kulturland und in Gärten sowie in Lorbeerwäldern vor, die vermutlich den ursprünglichen Lebensraum der Art darstellen. 

## Flugzeit
Die Art fliegt fast das ganze Jahr über in mehreren Generationen. Die Tiere sind nachtaktiv und fliegen künstliche Lichtquellen an.

## Lebensweise
Die Raupen ernähren sich polyphag von verschiedenen Pflanzen. Sicher belegt sind unter anderem Myrica faya, Rumex lunaria, Kleinia neriifolia, Wunderbaum (Ricinus communis), Blaugrüner Tabak (Nicotiana glauca), Sonchus congestus sowie diverse Kulturpflanzen.